# Канлаон
Канлаон, також відомий як гора Канлаон і вулкан Канлаон (Хілігайнон: Bolkang Kanglaon; себуано: Bolkang Kanglaon; філіппіно: Bulkang Kanlaon) — активний андезитовий стратовулкан і найвища гора острова Негрос на Філіппінах, а також найвища вершина Вісайських островів з висотою 2465 м (8087 футів) над рівнем моря. Гора Канлаон вважається 42-ю за висотою вершиною острова у світі.
Вулкан знаходиться на території провінції Західний Негрос і Східний Негрос, приблизно за 30 км (19 миль) на південний схід від Баколода, столиці та найбільш густонаселеного міста Західного Негросу та всього острова. Це один із діючих вулканів на Філіппінах і частина Тихоокеанського вогняного кола.

## Етимологія
Назва «Канлаон» означає «місце Лаон»,  доколоніальна вісайська богиня творіння, землеробства та правосуддя. Сама назва Laon означає «стародавній», від Visayan laon означає «давній» або «старий».
Під час пізнього іспанського колоніального періоду на Філіппінах іспанці ненадовго перейменували вулкан на Маласпіна на честь іспанського дослідника Алессандро Маласпіна з Маласпінської експедиції (1789–1794).

## Географія і геологія
Канлаон має пікову висоту 2465 м (8087 футів), в деяких джерелах повідомляється про 2435 м (7989 футів), з діаметром основи 30 км (19 миль). Він усіяний пірокластичними конусами та вимерлими кратерами, що вистилаються на північ - північний захід. Трохи нижче на північ від вершини знаходиться активний кратер Лугуд. На північ від Лугуда розташована кальдера розміром 2 на 0,8 км (1,24 на 0,50 милі), відома як долина Маргаджа, з невеликим, часто сезонним кратерним озером. Площа вулкана складає 24 557,60 га (245,5760 км²).
На схилах вулкана є три гарячі джерела: гарячі джерела Мамбукаль на північному заході, гарячі джерела Букалан і гарячі джерела Бунгол. Прилеглі до нього вулкани - Силай і Мандалаган розташовані на північ від Канлаона.